# Tempuran (Wanayasa)
Tempuran is een bestuurslaag in het regentschap Banjarnegara van de provincie Midden-Java, Indonesië. Tempuran telt 2569 inwoners (volkstelling 2010).